# Dabo, Moselle
Dabo, Moselle là một commune trong tỉnh Moselle, vùng Grand Est đông bắc nước Pháp.